# Droit dans le soleil
 (octobre 2013).
Si vous disposez d'ouvrages ou d'articles de référence ou si vous connaissez des sites web de qualité traitant du thème abordé ici, merci de compléter l'article en donnant les références utiles à sa vérifiabilité et en les liant à la section « Notes et références ».
Droit dans le soleil est le premier single du groupe français Détroit présent sur l'album Horizons, à paraître le 18 novembre 2013. La chanson a été coécrite au Liban par Bertrand Cantat et l'auteur et dramaturge Wajdi Mouawad.

Droit dans le soleil est une valse à 3 temps, enregistrée pendant l'été 2013 au studio Vega à Carpentras par le producteur et musicien Bruno Green. Le clip, réalisé par le photographe Rod Maurice, est un unique plan-séquence tourné dans un décor de campagne auquel se mêlent en sourdine des bruits de circulation.
Dans un entretien pour Sud Ouest Dimanche, Bertrand Cantat racontait : « J’ai trouvé le thème de « Droit dans le soleil », c’était obsédant, ça tournait dans ma tête. Avec Wajdi, nous avons passé la journée ensemble et, jusque tard, nous avons écrit. En fin de nuit, il a pris un micro et, à main levée, m’a enregistré alors que je chantais et jouais de la guitare. Le morceau tel qu’il est sur l’album, c’est la première version, la première prise. C’est aussi la première fois de ma vie que je travaille des paroles en coécriture, sur quatre morceaux en tout, avec Olia Ougrik et Claude Faber, des gens qui nous sont chers. »
Sur le répertoire des œuvres de la SACEM, Bertrand Cantat, Pascal Humbert sont compositeurs, Bertrand Cantat, Wajdi Mouawad sont auteurs. 
Selon le résumé proposé par le site de distribution la Fnac, jusqu'en 2020,  Le disque contient 10 titres dont 2 en anglais. Le 1er extrait, La chanson, "Droit dans le soleil", a été coécrite au Liban par Bertrand Cantat et Wajdi Mouawad, mixé par John Parish à Londres. À noter que la prise de guitare et de voix du morceau a été effectuée par Wadji Mouawad, à Be ït-el-Din' (Liban), à l'aube, sur un appareil portatif. Cette voix est restée la prise définitive du titre. Ce titre est entré 2ème des charts de téléchargements numériques lors de sa mise en ligne du 30 septembre. La vidéo acoustique, tournée elle aussi au petit matin à Carpentras début septembre, a été vue près de 500 000 fois depuis sa sortie. Détroit défendra son album sur scène lors d'une tournée qui aura lieu en 2014. Il fera aussi quelques interventions promotionnelles d'ici la fin d'année 2013.

## Incohérences sur les auteurs et les droits
S'il fait assez peu de doutes que Bertrand Cantat ait déclaré ce qu'il a déclaré dans l'entretien pour Sud Ouest, référencé ci-dessus, la confrontation des sources et le contexte très particulier de parution de l'Album Horizons donne une autre version des réalités. Dans un article du Monde rédigé par Stéphane Davet et publié le 30 septembre 2013 le web, la chanson Droit dans le soleil s'inscrit dans un projet musical conçu avec le bassiste Pascal Humbert |...] Rythmé par les accords secs d'une guitare acoustique, bercé par la caresse - parfois dissonante et inquiétante - d'une contrebasse et d'un violon, ce titre aux lointains échos d'un tube de Noir Désir  (Le vent nous portera) saisit par la dimension autobiographique dont semblait résonner le texte dès le premier couplet. Le rôle de la SACEM, extrêmement rigoureuse et contrôlée par la Cour des comptes a davantage vocation, ici, à protéger l'expression musicale et l'intégrité du texte. Le principe d'une déclaration de coécriture est à analyser sous le prisme du propos et du contexte de parution. L'article du Monde le dit à sa façon. Une enquête relationnelle et factuelle sur les moments d'écriture pourrait être à demander pour la SACEM. 